# Briskeby
Briskeby est un groupe de synthpop norvégien. Bjørn Bergene, Claus Heiberg Larsen et Bård Helgeland sont de Larvik, et Lise Karlsnes sont originaires de Tønsberg. Le groupe se sépare de nouveau en 2015. 

## Biographie
Leur premier album, Jeans for Onassis, est publié en 2000, vendus à 130 000 exemplaires, attire quatre Spellemannprisen pour Briskeby et donne à Lise Karlsnes, un départ fulgurant dans l'industrie musicale. En 2013, le groupe donne cinq concerts après sa séparation. Le nom du groupe dérive de leur quartier où ils avaient coutume de répéter. Le groupe intéresse les médias internationaux après avoir tourné en ouverture de A-ha en 2000.

## Membres
- Lise Karlsnes - chant
- Bjørn Bergene - guitare
- Claus Heiberg Larsen - batterie
- Bård Helgeland - basse

## Discographie

### Albums studio
- 2001 : Jeans for Onassis
- 2003 : Tonight, Captain?
- 2005 : Jumping on Cars

### Singles
- 1999 : Song to Whisper, EP
- 2000 : Propaganda, single
- 2001 : Wide Awake, single
- 2002 : Cellophane Eyes, single destiné aux radios norvégiennes
- 2003 : Hey Baby, single
- 2003 : Hallelujah, single destiné aux radios norvégiennes
- 2005 : Miss You Like Crazy, single
- 2005 : Joe Dallesandro feat. Ken Stringfellow, 2005, single destiné aux radios norvégiennes
- 2006 : Bobby, Come Back, single destiné aux radios norvégiennes
- 2024 : Like The First Time